# For Mrs.
For Mrs. (フォアミセス, Foa Misesu?) es una revista de manga publicada por la editorial Akita Shoten. Es dirigida a las amas de casa con una orientación a la demografía Josei. Su primera edición se publicó en diciembre de 1986. La revista se publica el tercer día de cada mes.

## Mangas publicados
- Inochi no Utsuwa (Kimiko Uehara)
- Hikari to Tomoni... ~Jiheishouji o Kakaete~ (Keiko Tobe)